# Bulbophyllum clemensiae
Bulbophyllum clemensiae là một loài phong lan thuộc chi Bulbophyllum.